# 戸上祐一
戸上 祐一（とがみ ゆういち　1983年4月5日 - ）は会社の経営者であり、格闘家やインフルエンサーを名乗っている。
現在は、いくつかの会社に携わり、経営・顧問などを兼任しながら株式会社Excellento oneの代表取締役に。以前、株式会社中卒のCEOを自称していたが、登記簿謄本の役員欄に記載はなく、代表も別人物となっている。

## 経歴
1983年に京都府に生まれ、その後すぐに東京都へ引っ越し。
2011年1月、株式会社ルーチェを起業する。(現在は商号変更により株式会社Excellento oneである)
2012年、格闘家としても活動をしており格闘技イベントTRIBELATE（トレビュレート）初代ライト級王座を獲得。その後すぐにベルトを返上。
2018年9月　戸上祐一社長の株式会社ルーチェ（後に株式会社Excellentoneに商号変更）に対して、東京都は、データ入力などの在宅ワークの募集を装ってアフィリエイトのコンサルティング契約を勧誘していた同社に特定商取引に関する法律に基づき、6か月の業務の一部停止を命じ、違反行為を是正するための措置を指示した。
2022年3月発売、著書「戸上流成功哲学」Kindleより「哲学・経営」「社会・地理」部門で、ランキング1位を獲得。
2022年4月、39歳の誕生会にて格闘技イベント「訳あり」を発表。マネー虎・南原竜樹氏を格闘家として小比類巻と共にプロデュース。
元迷惑系ユーチューバーへずまりゅうを格闘技業界に誘致し構成させる活動やお笑い芸人楽しんごとの交流も深く事業もパートナーを組んでいる。
2022年4月、チャクリキ藤原祭り後楽園ホールにて、39歳で格闘家を引退。
2022年5月、アマチュア格闘技イベント「HATASHIAI vol.27新”力”の季節！」にて楽しんごと対戦。
2022年8月、第一回素人格闘技イベント【訳あり】を開催。

## 出演

### テレビ番組
- テレビ東京・スーパーマリオスタジアム
- 日本テレビ・所さんの笑ってよろしく
- ケーブルテレビ・社長24時
- キラビトTV

### ラジオ番組
- FM市川うらら
- FMぎのわん
- 渋谷クロスFM

### 新聞
- 大阪日日新聞・掲載

### 書籍
- 夢を仕事にする方法・出版